# Peshawar Air Station
La Peshawar Air Station ("Estació aèria de Peshawar") és un antic lloc d'escolta del Servei de Seguretat de la Força Aèria dels Estats Units, utilitzat pel Grup de Comunicacions 6937th des del 1958 al 7 de gener de 1970, quan la instal·lació fou formalment tancada. És a Badaber, una àrea remota a poc més de 6 km al sud de la ciutat de Peshawar, Pakistan.

## Història

### Incident U2
L'estació aèria de Peshawar era utilitzada com a estació de comunicació per al vol de l'avió espia Lockheed U-2, pilotat per Gary Powers, que fou enderrocat a la Unió Soviètica.

### Guerra de l'Afganistan
L'antiga estació va ser utilitzada més endavant com un camp d'entrenament pels mujahidins afganesos com a part de l'Operació Cicló, un programa de la CIA per entrenar i armar els mujahidins afganesos per lluitar contra la Unió Soviètica i el règim pro-soviètic de la República de l'Afganistan en la Guerra afganosoviètica del 1979 al 1989. Fou el lloc on es produí l'Aixecament Badaber de 1985, un aixecament armat dels presoners de guerra soviètics i afganesos captius al campament.

### Ús actual
En l'actualitat, el lloc és conegut com a PAF Camp Badaber, una instal·lació de formació de la Força Aèria del Pakistan